# Lazy Afternoon
Lazy Afternoon é o décimo sétimo álbum de estúdio gravado pela cantora americana Barbra Streisand. Foi lançado em 14 de outubro de 1975, pela Columbia Records. Após uma resposta mista da crítica ao seu disco anterior, ButterFly, de 1974, a cantora começou a trabalhar com novos músicos para o projeto. Gravado em abril de 1975 em Los Angeles, contém o pop standard da época. O produtor Rupert Holmes escreveu três canções e co-escreveu uma quarta, "By the Way", com Streisand. Há também alguns covers, tais como "Shake Me, Wake Me (When It's Over)" do Four Tops, "You and I" de Stevie Wonder e "Moanin 'Low" de Libby Holman.
As resenhas dos críticos musicais foram positivas e de maneira geral concordaram que o disco era mais emocionante do que ButterFly. Comercialmente, alcançou a posição de #12 nos Estados Unidos, #42 no Canadá e #84 na Austrália. Posteriormente, foi certificado com um disco de ouro pela Recording Industry Association of America por mais de 500.000 cópias distribuídas nas lojas. "My Father's Song" e "Shake Me, Wake Me (When It's Over)" foram lançados como singles em agosto e novembro de 1975, respectivamente. O primeiro entrou nas paradas de Adult Contemporary nos Estados Unidos e no Canadá, enquanto o último obteve êxito em duas paradas de dance music da Billboard, no final de 1975.

## Produção e lançamento
Após o lançamento da trilha sonora de Funny Lady, no início de 1975, Streisand começou a trabalhar em Lazy Afternoon com os produtores Jeffrey Lesser e Rupert Holmes, com quem ela não havia trabalhado anteriormente. Por causa das críticas a ButterFly (1974), e sua antipatia pelo produtor, ela escolheu colaborar com novos músicos. Holmes, em particular, demonstrou nervosismo enquanto trabalhava com a cantora, Streisand escreveu à mão uma nota para ele no encarte do disco, que dizia: "Caro Rupert, não tenha medo, você é o melhor, amor Barbra". A cantora disse ter ficado emocionada com a composição de Holmes, "My Father's Song", escrevendo que considerava a música "um presente muito pessoal [que] significa muito para mim".
As sessões de gravação aconteceram em Los Angeles, em abril de 1975, nos estúdios: Record Plant, RCA Studios e Capitol Recording Studios . A Columbia Records lançou Lazy Afternoon em 14 de outubro de 1975, nos formatos LP, cartucho (com as faixas " By the Way" e "Widescreen" vindo em ordem diferente), em fita cassete e LP Quadrifônico (sendo esse o último da cantora no formato). O encarte possui informações sobre os bastidores e opiniões de Streisand sobre as músicas, tais como: "Embora eu geralmente deixe o vinil falar por si só, eu realmente me diverti fazendo este álbum e pensei que poderia interessar a você saber algo sobre cada música. Afinal, eu não gostaria de ser um chef que não compartilha seus segredos!" O lançamento no formato CD ocorreu em 25 de outubro de 1990.

## Letras e músicas
Os gênero musicalis são diversos. O autor Tom Santopietro, o descreveu como sendo capaz de "atingir [...] todos os tipos de fãs sem alienar seriamente nenhum". A faixa-título, escrita por John La Touche e Jerome Moross abre o disco, sendo ela uma "canção de natureza poética" onde "Streisand rende sua voz totalmente à letra", o diretor Francis Ford Coppola a sugeriu com o objetivo de dar nova vida a mesma. "My Father's Song" foi escrita por Holmes e é a primeira música original na lista de faixas, foi considerada uma balada "simpática" que depende dos vocais de Streisand, como definiu William Ruhlmann do site AllMusic. "By the Way", a terceira faixa, é notável por marcar a estreia de Streisand como compositora. Enquanto compunha, Streisand decidiu escrever a partir de um "senso de emoções resolutas ao invés de desesperadas". A canção seguinte é um cover de "Shake Me, Wake Me (When It's Over)" do grupo Four Tops. A versão original, no estilo rock gospel, foi "atualizada" ao estilo disco. Conta a história de um amor perdido, com vizinhos supostamente discutindo o assunto durante "longas noites sem dormir". "I Never Had It So Good" é a quinta faixa e foi escrita por Paul Williams e Roger Nichols, de acordo com a cantora ela sempre quis cantá-la com alguém tocando gaita.
"Letters That Cross in the Mail" foi a primeira música gravada, Streisand afirmou que foi inspirada "pelo amor e o serviço postal". Santopietro escreveu que o amor de Holmes pelo som das "big bands" e por "uma orquestra sinfônica completa" é evidente na produção. A sétima faixa "You and I" é um cover de uma canção de Stevie Wonder, que aparece em Talking Book, de 1972. Streisand a considerou "imediatamente [...] tocante" e "brilhante" na composição. Escrito por Howard Dietz e Ralph Rainger, o cover de Streisand de "Moanin 'Low" ,de Libby Holman, aparece como a oitava faixa. A fim de colocar o foco na letra durante a canção, a produção contém "saltos de oitava", enquanto Streisand "muda o timbre com frequência e rapidez entre seções altas e suaves, e entre os agudos e os graves". A nona faixa "A Child Is Born" apresenta um arranjo de piano simples acompanhado pelos vocais de Streisand; O executivo da Columbia Records afirmou que "Você poderia colocar Barbra na frente de uma banda de rock ou orquestra sinfônica, que ela ainda seria Barbra Streisand, sem comprometer, sem estar desconfortável". "Widescreen", a faixa de encerramento, foi inspirada no amor da cantora pelo cinema; de acordo com o autor Patrick E. Horrigan, "como os filmes, sombrios e oníricos, nos seduzem a acreditar que a vida pode ser gratificante, e então nos decepcionam assim que voltamos à luz do dia". Foi também a última de quatro faixas escritas por Holmes e tem uma produção que utiliza de sintetizadores eletrônicos.

## Singles
"My Father's Song" foi lançada como o primeiro single, em agosto de 1975. O  compacto simples "foi lançado nos Estados Unidos e na Espanha, onde a canção foi renomeada como "La Canción de Mi Padre". O lado B trazia "By the Way", embora na Espanha a faixa fosse intitulada "Da Paso". O single teve sucesso na parada Adult Contemporary da revista Billboard, alcançando o número 11. Também entrou na mesma parada, no Canadá, alcançando a posição de número 15. Nicky Siano, um disc jockey, começou a tocar a versão de Streisand de "Shake Me, Wake Me (When It's Over)" na boate The Gallery, em Nova York, no outono de 1975; em uma carta escrita à mão por Streisand para Siano, ela escreveu que o sucesso gerado levou a Columbia Records a lançá-la como single. Foi distribuído nos formatos de vinil de 7 "e 12", em 12 de novembro de 1975, tendo como o lado B a faixa "Widescreen". Uma versão britânica do single apresenta uma versão estendida da canção. O cover foi descrito pela revista Billboard como uma tentativa de cantores pop começarem a "lançar discos [no estilo musical] disco"; outros cantores como Andy Williams e Ethel Merman também foram mencionados como artistas seguindo a moda. Devido à ótima repercussão nas danceterias, a música entrou em duas das paradas de dance music compiladas pela Billboard; alcançou a posição 14 na parada Dance Club Songs e 10 na parada Disco Singles.

## Recepção da crítica
| Críticas profissionais | Críticas profissionais |
| Avaliações da crítica  | Avaliações da crítica  |
| Fonte                  | Avaliação              |
| ---------------------- | ---------------------- |
| allmusic               | [ 13 ]                 |

As resenhas dos críticos de música foram positivas. Stephen Holden, da revista Rolling Stone, enalteceu Streisand, e afirmou que o repertório era melhor do que o de ButterFly, de 1974. Ele nomeou "By the Way" como um de seus clássicos e apreciou o fato de seus vocais estarem "controlados"; ele também gostou das contribuições de Holmes e Lesser como produtores. Além disso, Holden sentiu que como "a maior cantora do último quarto de século, Streisand é um artista que não apenas resiste à produção elaborada, mas prospera nela". Derek Winnert, que escreveu uma biografia de Streisand, o considerou "excelente" e considerou "Shake Me, Wake Me (When It's Over)" e "By the Way" as duas melhores faixas. Com uma crítica mista, William Ruhlmann, do site AllMusic, avaliou com três estrelas de cinco. Ele gostou dos vocais de Streisand e dos "instrumentos individuais tocados delicadamente". No entanto, concluiu que "na maior parte, Lazy Afternoon foi fiel ao seu título, [por se tratar de] uma coleção de canções relaxantes e agradáveis, mas não particularmente impressionantes". A cantora britânica Rumer afirmou ao The Quietus que Lazy Afternoon é um de seus álbuns favoritos, além de chamá-lo de "cinematográfico", "sonhador" e uma "experiência linda". Ela o recomendou como "para pessoas que não gostam de Barbra Streisand", pois provavelmente mudaria suas mentes. Vicente Serejo, do jornal brasileiro, O Poti, fez uma crítica favorável, na qual disse que a maioria das canções são de boa qualidade e que o "estilo inconfundível" de Streisand, é o seu maior mérito.

## Performance comercial
Nos Estados Unidos, estreou no número 107 na parada Billboard 200, na semana que terminou em 1 de novembro de 1975. Ele continuou subindo de posição por várias semanas antes de atingir o número 12, em 20 de dezembro do mesmo ano. Mais tarde, em 14 de abril de 1976, devido às fortes vendas, a Recording Industry Association of America (RIAA) o certificou com um disco de ouro, por mais de 500.000 cópias distribuídas as lojas. No Canadá, atingiu uma posição muito inferior; estreou na lista oficial da RPM no número 69, na semana de 20 de dezembro de 1975. No mês e ano seguintes, alcançaria sua posição de pico, no número 42. Na Austrália, alcançou a posição de número 84, de acordo com o Kent Music Report.

## Lista de faixas
Créditos adaptados do encarte do LP Lazy Afternoon, de 1975. Todas as faixas produzidas por Jeffrey Lesser e Rupert Holmes.
| Lazy Afternoon – Standard edition |                                      |                                           |         |  |
| N.º                               | Título                               | Compositor(es)                            | Duração |  |
| 1.                                | "Lazy Afternoon"                     | John La Touche Jerome Moross              | 3:47    |  |
| 2.                                | "My Father's Song"                   | Rupert Holmes                             | 3:52    |  |
| 3.                                | "By the Way"                         | Holmes Barbra Streisand                   | 2:55    |  |
| 4.                                | "Shake Me, Wake Me (When It's Over)" | Brian Holland Lamont Dozier Eddie Holland | 2:50    |  |
| 5.                                | "I Never Had It So Good"             | Paul Williams Roger Nichols               | 3:35    |  |
| 6.                                | "Letters That Cross in the Mail"     | Holmes                                    | 3:36    |  |
| 7.                                | "You and I"                          | Stevie Wonder                             | 4:16    |  |
| 8.                                | "Moanin' Low"                        | Howard Dietz Ralph Rainger                | 4:25    |  |
| 9.                                | Sem título                           | Alan Bergman Marilyn Bergman Dave Grusin  | 2:48    |  |
| 10.                               | "Widescreen"                         | Holmes                                    | 3:59    |  |
| Duração total:                    | Duração total:                       | Duração total:                            | 36:03   |  |

| Lazy Afternoon – 8-track cartridge edition |                                      |         |  |
| N.º                                        | Título                               | Duração |  |
| 1.                                         | "Lazy Afternoon"                     | 3:47    |  |
| 2.                                         | "My Father's Song"                   | 3:52    |  |
| 3.                                         | "Widescreen"                         | 3:59    |  |
| 4.                                         | "Shake Me, Wake Me (When It's Over)" | 2:53    |  |
| 5.                                         | "I Never Had It So Good"             | 3:35    |  |
| 6.                                         | "Letters That Cross in the Mail"     | 3:36    |  |
| 7.                                         | "You and I"                          | 4:16    |  |
| 8.                                         | "Moanin' Low"                        | 4:25    |  |
| 9.                                         | "A Child Is Born"                    | 2:48    |  |
| 10.                                        | "By the Way"                         | 2:55    |  |
| Duração total:                             | Duração total:                       | 36:06   |  |

## Créditos
Créditos adaptados das notas contidas no encarte da edição padrão de  Lazy Afternoon.
| - Barbra Streisand – vocals - Nancy Donald – album design - Sam Emerson – black and white photography - Rupert Holmes – producer, conductor, arranger | - Jeffrey Lesser – producer, engineer, mixer - Steve Schapiro – photography - Frank DeCaro – music contractor, album supervisor |

## Listas semanais
| Chart (1975–1976)                    | Peak position |
| ------------------------------------ | ------------- |
| Australia Albums (Kent Music Report) | 84            |
| Canadá (Billboard)                   | 42            |
| Estados Unidos (Billboard 200)       | 12            |

## Certificados e vendas
| Região                                                                                                  | Certificação | Vendas  |
| --- | ------------ | ------- |
| Estados Unidos (RIAA)                                                                                   | Ouro         | 500,000 |
| *números de vendas baseados somente na certificação ^números de vendas baseados somente na certificação |              |         |